# 塞奥尼马尔瓦
塞奥尼马尔瓦（Seoni Malwa），是印度中央邦Hoshangabad县的一个城镇。总人口26195（2001年）。

## 人口
该地2001年总人口26195人，其中男性13732人，女性12463人；0—6岁人口3412人，其中男1749人，女1663人；识字率74.38%，其中男性为80.89%，女性为67.21%。